# Jusuf Sulejman
Jusuf Sulejman (Skopje, Sjeverna Makedonija, 1950.) - makedonski pjesnik romskog podrijetla, esejist, romanopisac, pripovjedač, dječji pisac, prevoditelj, kritičar.
Rođen je 1950 god. u Skoplju, u obitelji romskog obrtnika.
Osnovno i srednje obrazovanje završio je u Skoplju, a studirao je i pravo na Sveučilištu „Sv. Ćiril i Metodije“ u Skoplju. Piše na romskom i makedonskom jeziku.
Osnovna preokupacija stvaralaštva Jusufa Sulejmana je ljudska sloboda u suvremenoj demokratskoj civilizaciji i koliko čovjek Rom, no i čovjek uopće, kao pojedinac i kao kolektivitet, može ostvariti pravo suverenosti svog postojanja na planeti Zemlji.
Član je Društva pisaca Makedonije od 1988. godine te osnivač i voditelj Međunarodnog centra za literaturu, jezik i kulturu Roma - Makedonija.

## Objavljene knjige
Ima objavljeno sljedeće autorske knjige:
- Mansura - 1981. god., poezija, makedonski jezik
- Golju je taj čovjek naučio da se bori – 1982. god., poezija, makedonski jezik
- Nije vrijeme za elegije i međe  – 1983. god., poezija, prepjev na albanskom jeziku
- Fedain – 1986. god., poezija, makedonski jezik
- S galijama kroz epohe – 1987 god., poezija, makedonski jezik
- Lala – 1997. god., poezija, makedonski jezik
- Na bit pazaru – 2001. god., poezija, dvojezično izdanje na romskom i makedonskom jeziku
- Skoplje – 2002. god., poezija, dvojezično izdanje na romskom i makedonskom jeziku
- Smrtno i besmrtno u literaturi Roma – 2002. god., studija, makedonski ejzik
- Sarajevo – 2003. god., poezija, dvojezično izdanje na romskom i makedonskom jeziku
- Plavi zalazak sunca – 2004. god., poezija, dvojezično izdanje na romskom i makedonskom jeziku
- Medalja života – 2005. god., proza, dvojezično izdanje na romskom i makedonskom jeziku
- Toliko li se poznajemo – 2006. god.
- Našli su Abžeru – 2007. god., poezija, dvojezično izdanje na romskom i makedonskom jeziku
- Ogledalo života – 2007. god., proza, dvojezično izdanje na romskom i makedonskom jeziku
- Ulica škole života – 2008. god., proza, dvojezično izdanje na romskom i makedonskom jeziku
- Na vrhu života na igli – 2009 god., poezija, dvojezično izdanje na romskom i makedonskom jeziku
- Sabrana djela, tom I (poezija) – 2010. god. poezija, dvojezično izdanje na romskom i makedonskom jeziku
- Sabrana djela, tom II (proza) – 2011. god., proza, dvojezično izdanje na romskom i makedonskom jeziku

Preveo je više od 20 knjiga na romski jezik. Objavio je veliki broj eseja, osvrta, kritika i napisa u dnevnom i periodičnom tisku.
Godine 2003., pokrenuo je časopis za literaturu, kulturu i jezik "Prometej", koji izlazi kao dvojezičnik na romskom i makedonskom jeziku.